# Mattemburgh

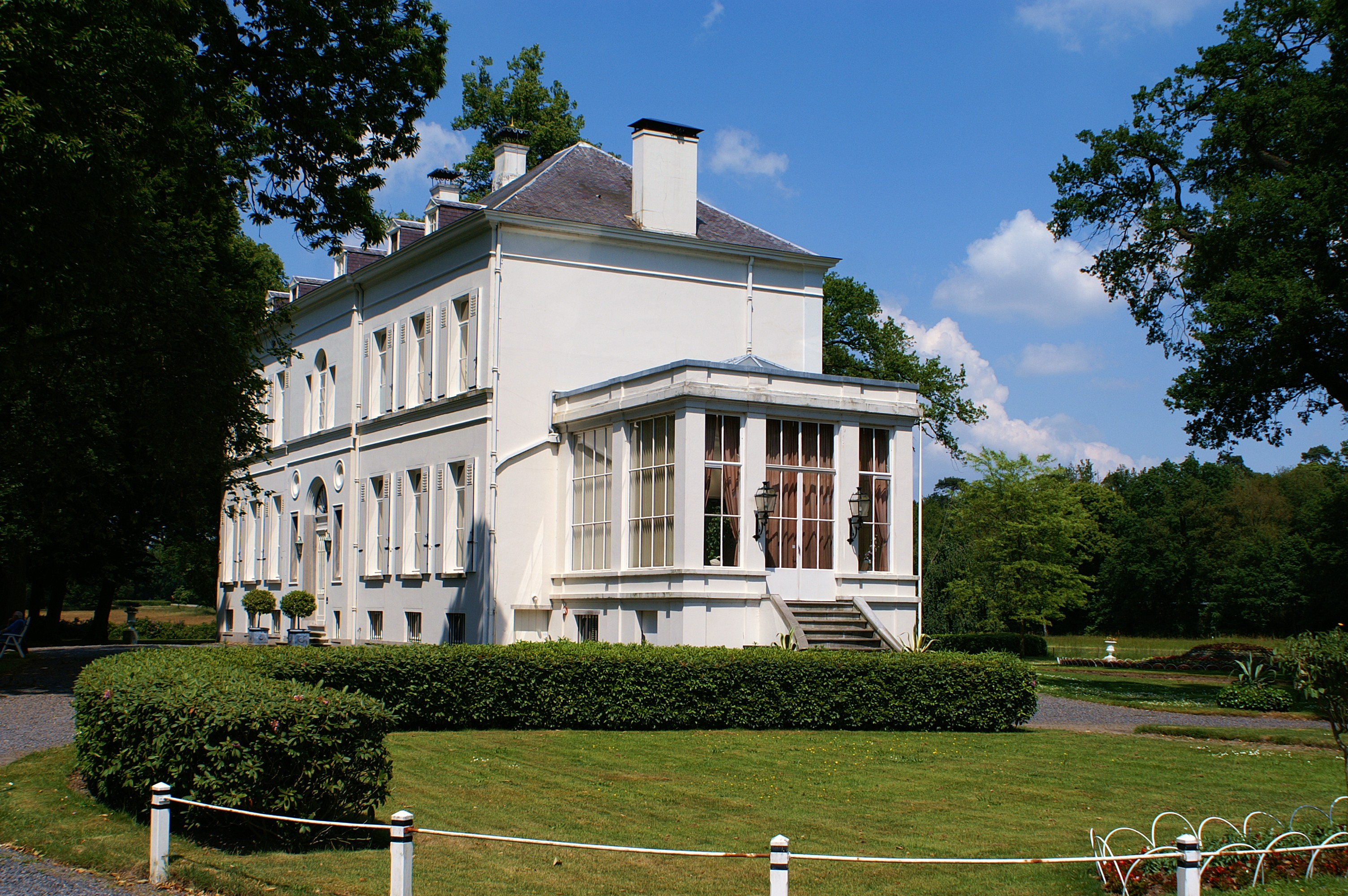
Villa Mattemburgh

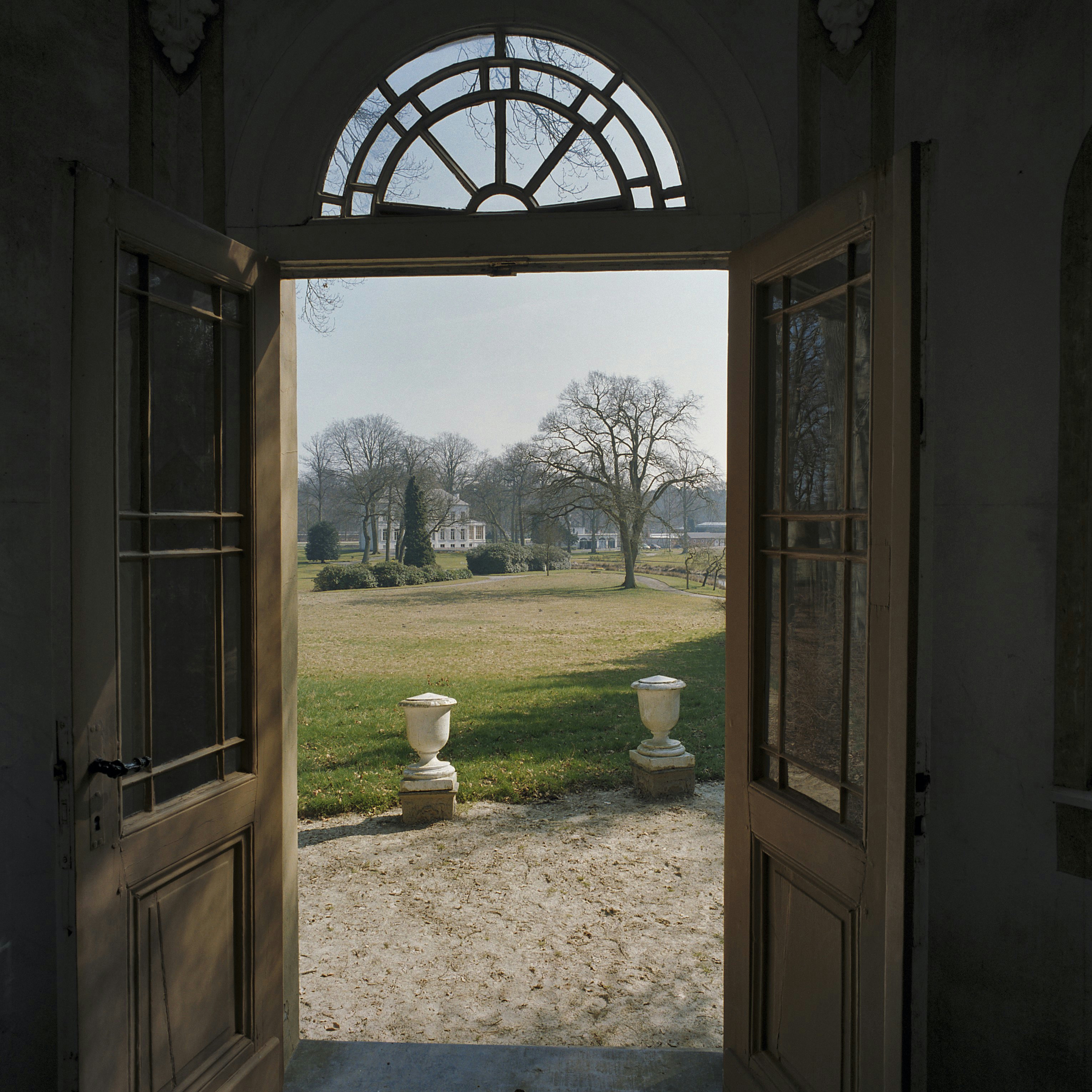
Gezicht op het huis vanuit de tuinkoepel

Mattemburgh (Antwerpsestraat 185) is een landgoed gelegen ten noorden van Hoogerheide en Woensdrecht en aan weerszijden van de weg tussen Bergen op Zoom en Woensdrecht. Het landgoed meet 600 ha.

## Geschiedenis
Het landgoed werd gesticht door Petrus Josephus Cuypers, die van 1818-1827 burgemeester van Bergen op Zoom was. Hij kocht vanaf 1807 grond aan, en zijn weduwe, Maria van Mattemburgh, stichtte in 1847 het landhuis. De stijltuin werd tussen 1843 en 1878 aangelegd. De achterkleindochter van Cuypers, Marie Louise Cuypers, trouwde met de Franse graaf Pelletier de Chambure, waaraan ze haar bijnaam het gravinneke had te danken. Toen de gravin in 1967 stierf, verzocht ze haar man om het landgoed aan de Stichting Brabants Landschap te verkopen, hetgeen in 1970 geschiedde. De tuin en het landhuis werden bovendien, na het overlijden van de graaf in 1982, aan het Brabants Landschap geschonken.

## Cultuur
Het wit gepleisterde, neoclassicistische landhuis met souterrain is gebouwd tussen 1851 en 1854. Bij het huis is een monumentale oranjerie, met hoger middendeel en twee gebogen zijvleugels, het geheel uitgevoerd in baksteen met pilasters. Neoclassicistisch wil zoveel zeggen als "met sobere, strenge, doch rustige vormen".
Opdrachtgeefster tot de bouw was Maria van Mattemburgh. In 1878 werd er nog een serre aan toegevoegd. Aan de straatkant van het landhuis ligt een heuvelachtig bloembed in de stijl van Pückler-Muskau. Ook zijn er nog een koetshuis en een gepleisterd achthoekig theekoepeltje met houten bekroning.
De romantische parkaanleg met een Engelse en een Franse tuin dateert ongeveer van 1878. Deze heeft een oppervlakte van 17 ha. Aangezien de tuin op de Brabantse Wal ligt, waar een sterk hoogteverschil is, werd hiervan gebruikgemaakt door de tuinarchitecten. Het theekoepeltje ligt op een kunstmatig heuveltje van 11 m boven NAP. Van daaruit lopen drie zichtassen, één naar het Markiezaatsmeer en twee in de richting van De Blaffert. Onder het theehuis is een ijskelder, waarin zich tegenwoordig vleermuizen bevinden, zoals de baardvleermuis, watervleermuis, franjestaart en de grootoorvleermuis.
In het gazon ligt een meanderende vijver die overgaat in het beekje De Blaffert, en waarover twee bruggetjes liggen, een Chinees bruggetje en een bruggetje dat is opgebouwd uit rotsblokken. De tuin bevat een aantal beelden, die tussen 1990 en 1995 werden geplaatst.
Op het landgoed ligt de langgevelboerderij Hildernisse (Hildernisse 1). Deze boerderij is in oorsprong 17de-eeuws, maar in haar huidige gedaante dateert ze uit het midden van de 18de eeuw. In de westgevel is een nis met Mariabeeld. Bij de boerderij horen een schuur en een bakhuis.
De tuin wordt gerekend tot de vijf meest belangwekkende stijltuinen van Nederland.

## Natuur

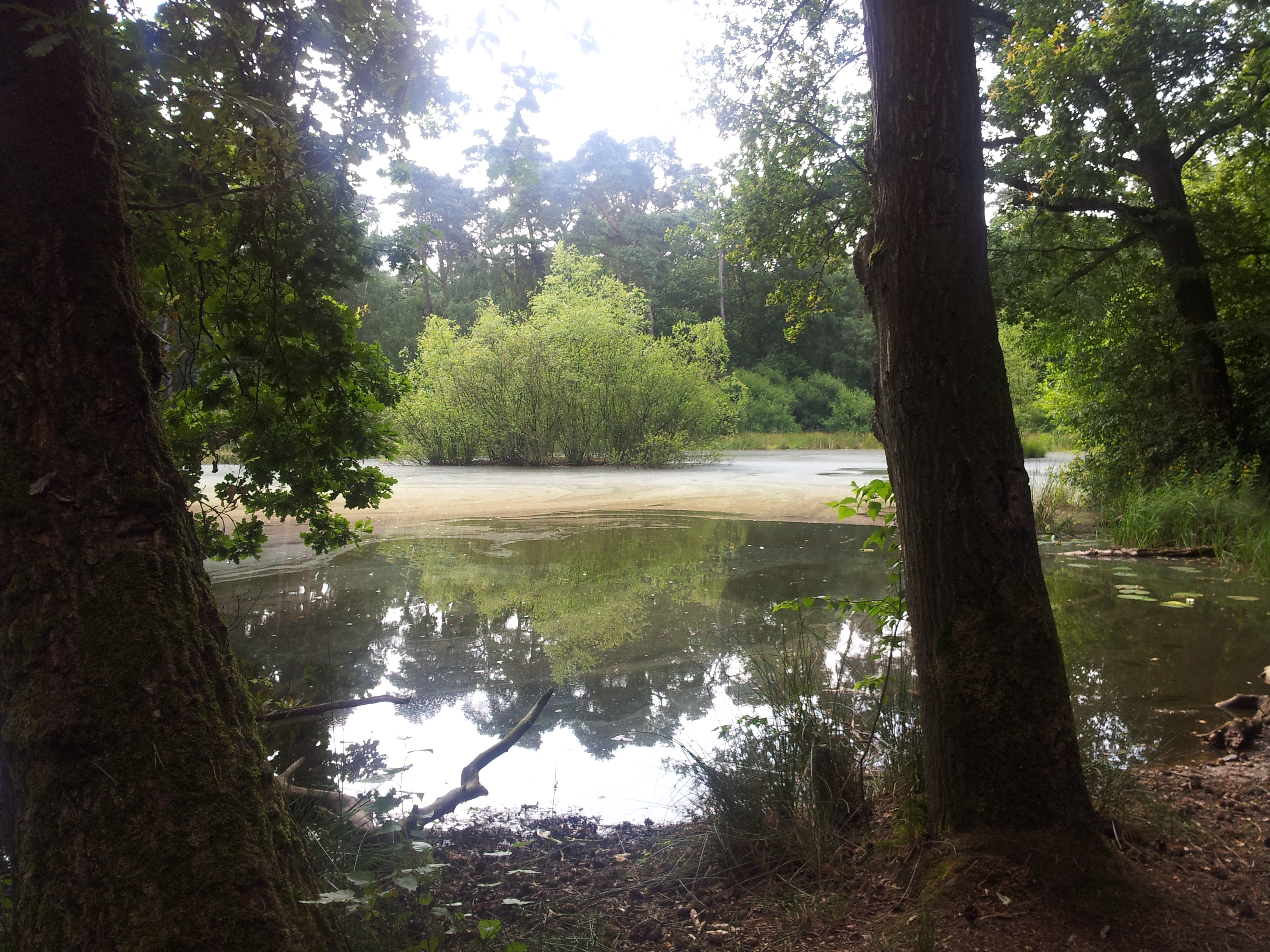
Het Meeven

Ten oosten van de A58 ligt een bosreservaat van 150 ha. Het grove dennenbos aldaar werd in de jaren 80 van de 19e eeuw aangeplant op jong stuifzand. Reeds de vader van Marie Louise, Aymon Cuypers, liet de natuur hier haar gang gaan. Tijdens de Tweede Wereldoorlog raakten de bomen doorzeefd met granaatscherven en kogels, waardoor houtwinning niet aantrekkelijk was. Aldus bleef veel dood hout liggen, maar er heeft zich nog steeds nauwelijks een humuslaag gevormd. In dit reservaat wordt de natuurlijke ontwikkeling van dennenbos naar berken-eikenbos gevolgd, maar deze verloopt hier uiterst langzaam.
In het bos liggen twee vennen, het Bloempjesven en het Meeven. Het eerste is bedekt met witte waterlelie, in het tweede komt moerashertshooi voor.
Ten westen van de A58 ligt, behalve de tuin en het landhuis, een gemengd bos op lemige grond, dat omstreeks 1900 werd aangeplant. Ook hier worden sinds 1970 geen beheerswerkzaamheden meer verricht. Er groeien gewone eikvaren, lelietje-van-dalen, dalkruid en gewone salomonszegel. Enkele hectaren eikenhakhout leveren materiaal voor de traditionele weervisserij.
Broedvogels in dit gebied zijn de havik, buizerd, sperwer, boomvalk, torenvalk, holenduif en tal van spechtensoorten waaronder zwarte specht. De bergeend broedt in het dal van De Blaffert.

## Beheer
Tegenwoordig wordt getracht om de kwel te bufferen, zodat de bovenloop van De Blaffert langer nat blijft. In de laaggelegen Augustapolder, die ten noorden van dit gebied ligt, worden sloten gedempt en poelen gegraven, waardoor de van de Brabantse Wal afkomstige kwel eveneens langer wordt vastgehouden.